# Потоцкие
Пото́цкие (герб Пилява) — шляхетский, позднее графский польский род, получивший своё название от села Поток близ Кракова.

## Происхождение и история рода
Первый известный в истории Потоцкий — Сулислав, каштелян сендомирский (1247). Потоцкие возвышаются в конце XVI века, когда канцлер Ян Замойский стал протежировать братьям Потоцким за их военные способности. Потом им покровительствовал Сигизмунд III, особенно за их интриги против прежнего покровителя, Замойского и наконец, родство с молдавским господарем Иеремией Могилой сделало Потоцких «корольками» в Подолии и Украине.
Высочайше утверждённым (28 апреля 1903) мнением Государственного совета, потомственному дворянину, Константину-Иосифу Константинову-Петрову и сыновьям его Францу (Салезию)-Станиславу-Александру-Игнатию, Ивану-Фоме-Константину-Феофилу-Карлу, Фоме-Константину и Александру-Венцеславу Потоцким, с нисходящим их потомством, дозволено, наследственно, пользоваться графским титулом, пожалованные предку их, сыну Краковского подчашия Фомы, графу Пилява на Добчицах Потоцкому грамотою польского короля Казимира (1360).

## Известные представители рода
- Потоцкий Яков († 1612) — воевода брацлавский, отличившийся при взятии Смоленска (1611).
- Потоцкий Ян (1555—1611) — брат предыдущего, воевода брацлавский; во время рокоша Зебжидовского поддерживал Сигизмунда III; вместе с братом Стефаном, зятем Иеремии Молдавского, совершил удачный поход в Молдавию против валахов с целью утверждения на господарстве своего родственника Константина; участвовал в осаде Смоленска.
- Потоцкий Николай († 1651) — сын Якова, каштелян краковский и великий гетман коронный, воевал с казаками на Украине, разбил Павлюка (1637) и Гуню (1638), за что получил громадные поместья на Украине; вопреки приказу короля, выступил (1648) против Хмельницкого и, потерпев поражение при Жёлтых водах, попал под Корсунем (1648) в плен к татарам; вернувшись из неволи, одержал над казаками победу под Берестечком и заключил с ними Белоцерковский договор (1651).
- Потоцкий Станислав (Ревера, 1579—1667) — воевода краковский и великий коронный гетман; отличился в борьбе против Хмельницкого и московских войск в битве под Охматовом (1655); во время шведской войны вынужден был сдаться шведам близ Львова; был видным деятелем тышовецкой конфедерации; в 1660 г. разбил Шереметева под Чудновом. Биография его в «Tygod. Illustr.», 1864, № 241 и 244.
- Юзеф Потоцкий (1673—1751) — внук предыдущего, каштелян краковский и великий коронный гетман, во время войны Августа II с королём Швеции Карлом XII шведским стоял во главе партии «нейтральных»; позже поддерживал Лещинского и вел партизанскую войну с русско-саксонскими войсками Августа III; наконец, признал последнего, хотя и не одобрял его политики; намеревался устроить конфедерацию и союз с турками, а потом (1741) со шведами против России (его анонимный памфлет: «Causae, quae moveant Rempublicam ad ineundam coufederationem et ineundam. colligationem cum Suecis»), но потерпел неудачу. От него идёт «гетманская» линия П. («серебряная» Пилава).

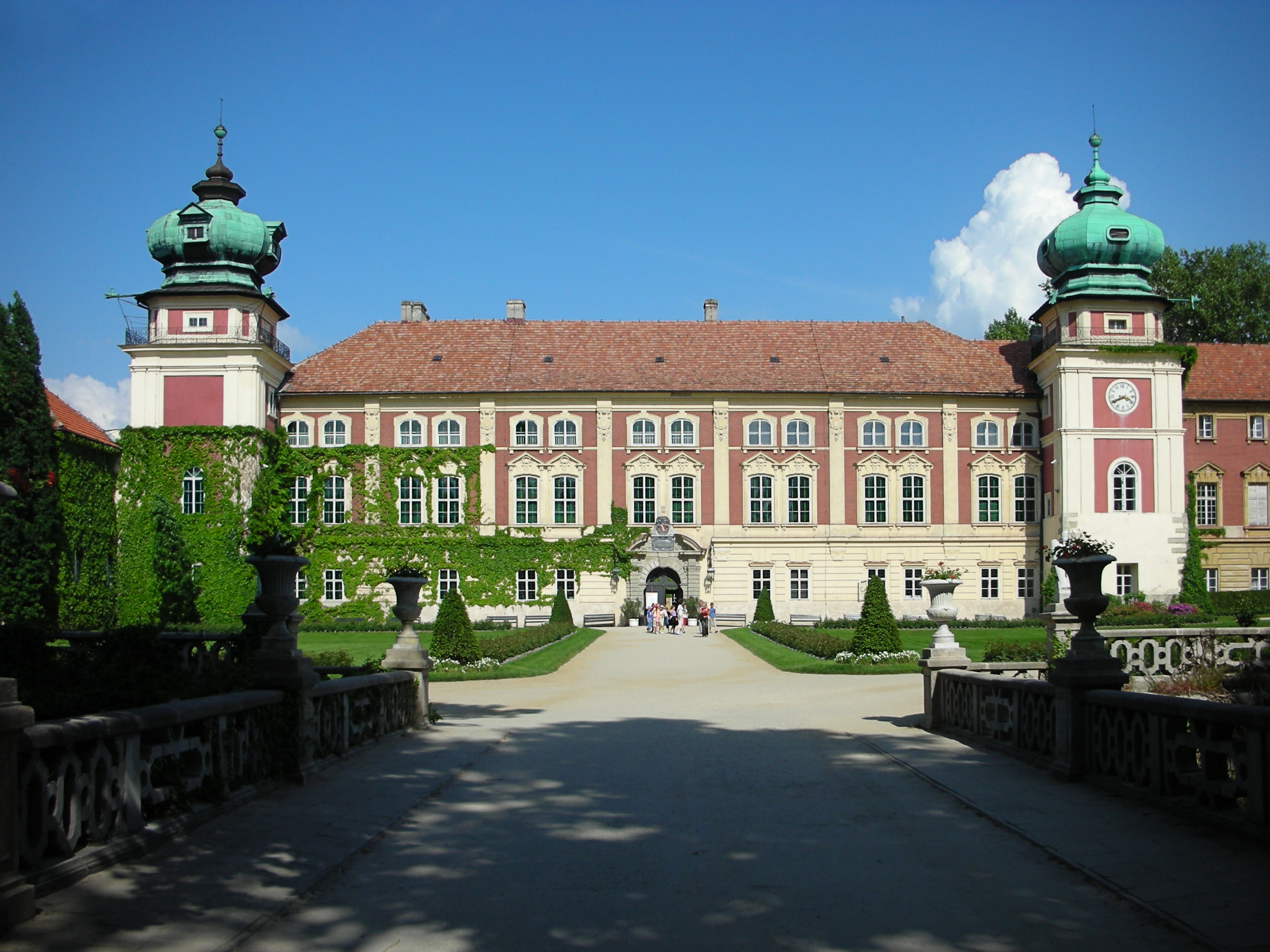
Ланьцутский замок Потоцких.

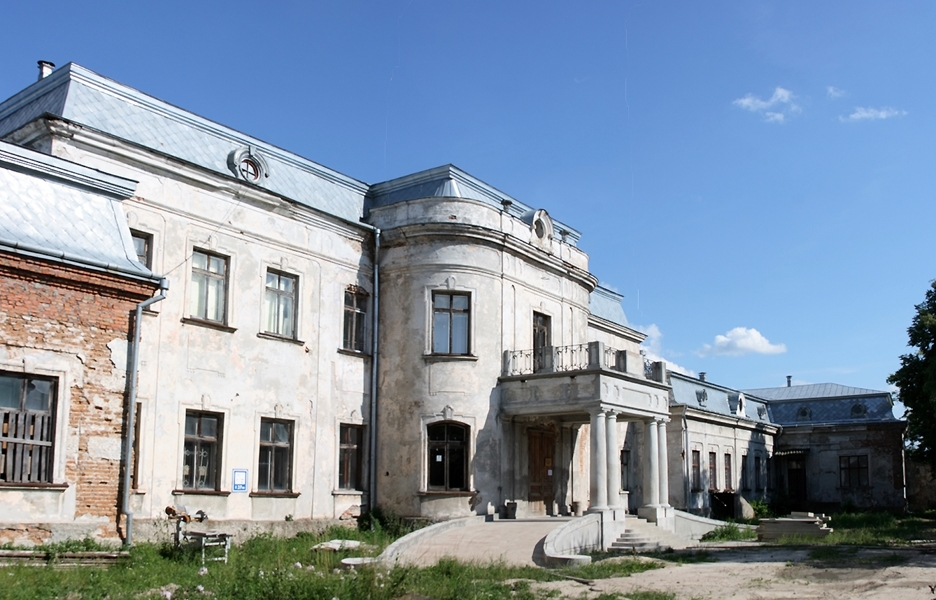
Дворец Потоцких в Червонограде (ныне-музей религии)

- Потоцкий Павел († 1674) — после 13-летнего плена в Москве, где приобрел расположение царя Алексея Михайловича, вернулся на родину; был каштеляном каменецким и послом в Риме; написал: «Moscovia vel narratio brevis de moribus monarchiae Russorum etc.» (Данциг, 1670) и «Saeculum bellatorum et togatorum vel centuria eloquiorum clarissimorum Virorum Polonorum et Lithuanorum» (Краков, 1670), перепечатанные А. Залуским под названием: «Qrera omnia comitis in aureo Potok Pilavltae Potocki Castellani Camenecensis» (Варшава, 1747). От него пошла линия П. так наз. «примасовская» («золотая Пилава»), ибо его сын Феодор был архиепископом гнезненским (1722).
- Потоцкий Андрей († 1692) — выдающийся полководец и прототип героев нескольких художественных произведений. Герой и фактический руководитель коалиции Выговского в битве при Конотопе.
- Потоцкий Феликс Казимир (1630—1702) — крупный польский военачальник, воевода киевский и краковский, гетман польный коронный, каштелян краковский и гетман великий коронный. Участник войн с Русским государством, Турцией и Крымским ханством.
- Потоцкий Игнатий (1741—1809) — воспитывался под руководством известного Конарского; был членом эдукационной комиссии, организовал школьное дело, основал товарищество по изданию школьных руководств; горячо поддерживая планы реформ, проявил большую деятельность во время 4-летнего сейма (1788—1792); стремился к примирению с Пруссией и уничтожению иностранной «гарантии»; был одним из творцов конституции 3 мая 1791 г., хотя в качестве аристократа и расходился во взглядах с Коллонтаем; эмигрировал в Дрезден ввиду победы тарговицкой конфедерации; после революции 1794 г. вернулся в Варшаву и стал министром иностранных дел «народного» правительства; взятый в плен, содержался под стражей в Шлиссельбурге; освобожден в 1796 г.; позже работал на пользу великого герцогства Варшавского.
- Потоцкий, Станислав Костка (1752—1821) — артиллер. генерал; был сторонником конституции 3 мая и после торжества тарговицкой конфедерации удалился в Австрию; был президентом школьной и воспитательной дирекции в Варшавском вел. герцогстве (1807), а в 1815 г. был назначен Александром I министром исповеданий и просвещения Царства Польского; в 1820 г. получил отставку по подозрению в демагогии и как автор: «Podróž do Cieninogrdu» (Варшава, 1820); написал ещё: «Pochwaly, mowy i rozprawy» (Варшава, 1815), «О sztuce u dawnych, czyli Winkelman polski» (там же, 1815), «O wymowie i Stylu» (там же, 1815).
- Потоцкий, Станислав Щенсный (1752—1805) — маршалок тарговицкой конфедерации 1792 г., после безуспешной оппозиции четырёхлетнему сейму и конституции 3 мая; теоретик «вечного бескоролевья» и сторонник «можновладства» старой Речи Посполитой; эмигрант в Петербурге и Вене во время восстания Костюшки 1794 г.; генерал русской службы с 1797 г.; автор сочинений: «О Sukcessyi w Polsce» (Амстердам, 1789), «Protestacyja przeciw Sukcessyi tronu» (там же, 1790), «Odezwa obywatela i posła do narodu» (Варшава, 1790). Строитель дворца Потоцких во Тарнове. Создатель парка «Софиевка» в Умани.

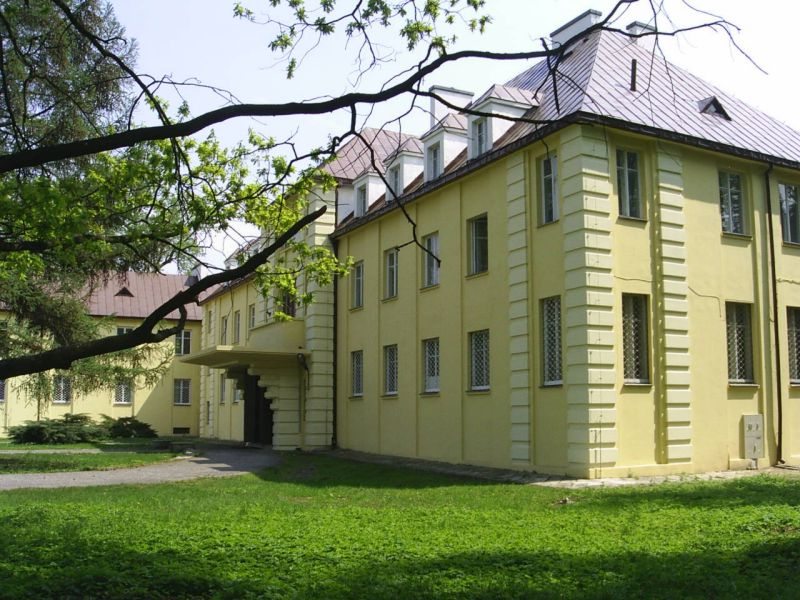
Дворец Потоцких в городе Мендзыжец-Подляски

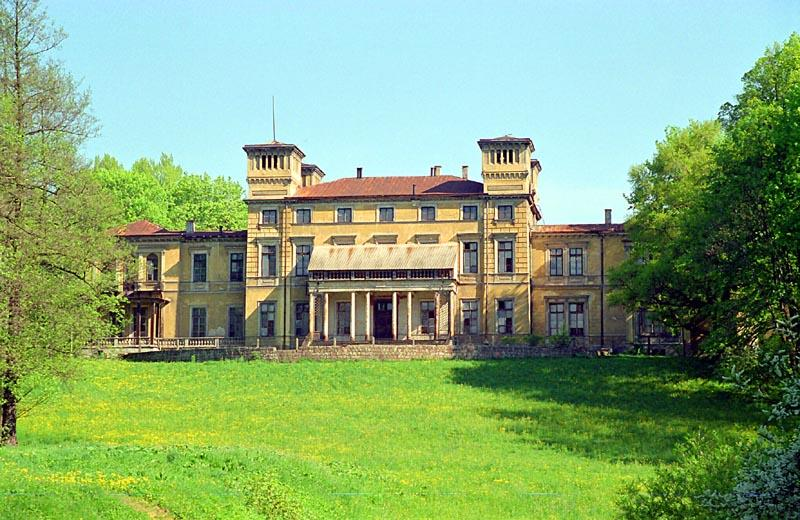
Дворец Потоцких у Кшешовице

- Потоцкий Ян (1761—1815) — участвовал в работах 4-летнего сейма; служил при Александре I в русском министерстве иностранных дел. Он был талантливым историком, лингвистом (применение этимологии к историческим изысканиям), географом, этнографом, археологом и естествоиспытателем, а главное — одним из первых научных работников по славяноведению. В России широко известен его приключенческий роман «Рукопись, найденная в Сарагосе» (1804). Также ему принадлежат до 24 научных трудов (напечатанных в небольшом количестве экземпляров и потому ныне редких), кроме многочисленных статей и карт. В своём сочинении: «Essai sur l’histoire universelle et recherches sur la Sarmatie» (Варшава, 1789—1792) он дал описание так называемого «регрессивного метода». Другие выдающиеся труды его: «Chroniques, mémoires et recherches pour servir а l’histoire des tous les peuples Slaves» (Варшава, 1793), «Voyage daus quelques parties de la Basse Saxe pour la recherche des antiquités Slaves» (Гамбург, 1795), «Fragments historiques et géographiques sur la Scythie, la Sarmatie et les Slaves» (Брауншв. и Берлин, 1796), «Histoire primitive des peuples de la Russie» (СПб., 1802), «Histoire ancienne du gouvernement de Cherson» (там же; 1804), «Atlas archéologique de la Russie européenne» (3 изд., 1829), «Voyage dans les Steps d’Astrakhan et de Caucase» (Париж, 1829). См. Balinski, «Pisma historyczne» (т. Ш).
- Потоцкий Северин (1762-3.09.1829) — поляк, граф первый попечитель Харьковского учебного округа (1803—1817), член Государственного совета, с 1801 года сенатор, действительный статский советник.

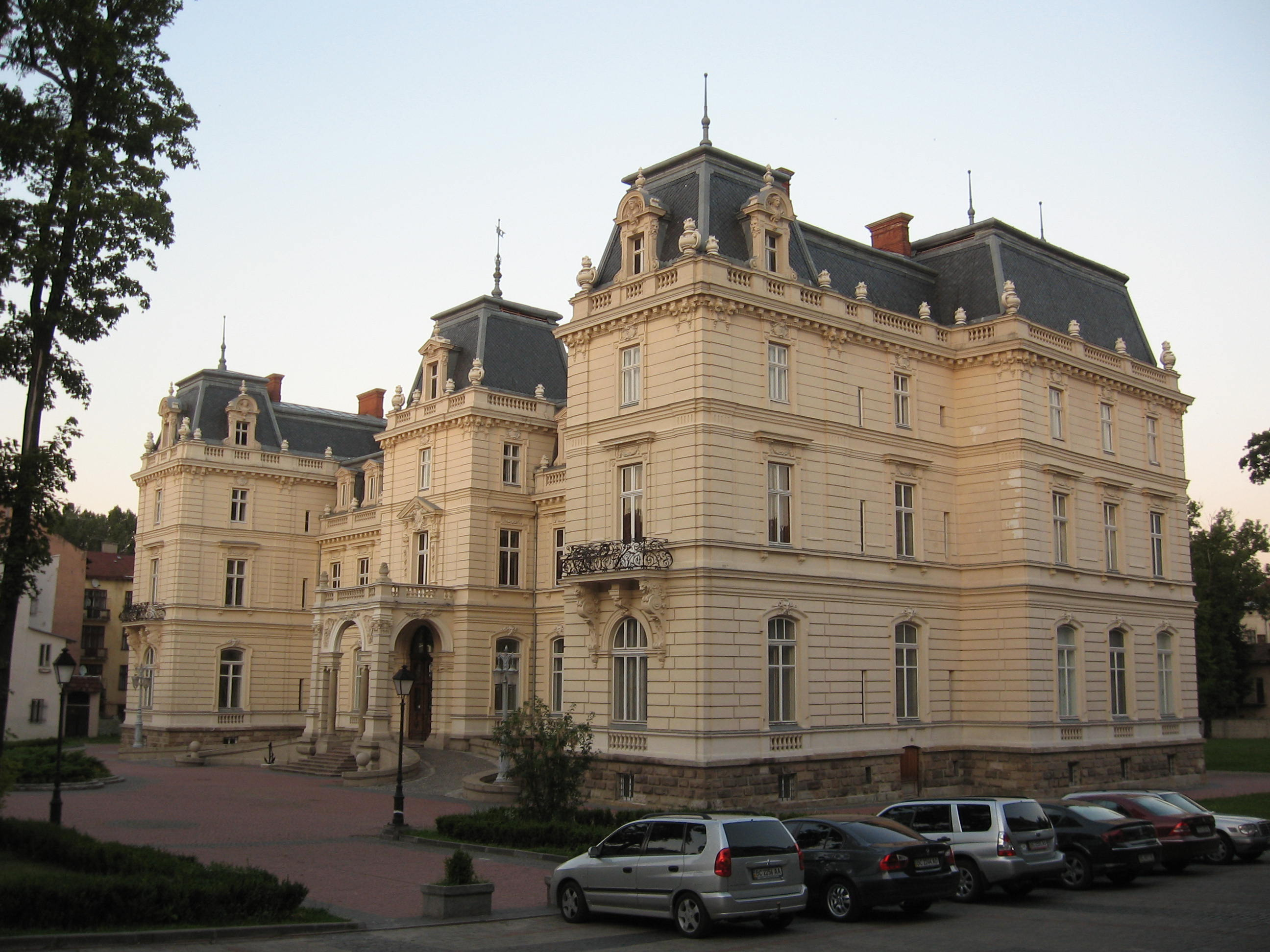
Дворец Потоцких (Львов)

- Потоцкий Томаш (1809—1861) — польский помещик и офицер, потом экономист, журналист и публицист, старший сын Михаила Потоцкого (1790—1855) и внук Александра Потоцкого. Автор сочинений: «О organizacyi wojska polskiego» (Париж, 1841—1842), «Głos z Polski» (Краков, 1845), «Głos z P.» (там же, 1848), "O Rusi ze względu nа Polskę "
- Потоцкий Артур (1787—1832) — сын Яна Непомуцена Потоцкого, польский офицер, автор: «Fragments d’histoire de Pologne on Marina Mniszech» (Париж, 1880).
- Потоцкая Анна (1779—1867) — дочь графа Людвика Скумин-Тышкевича (ум. 1808) и Констанции Понятовской (1759—1830), супруга графа Александра Станислава Потоцкого, автор любопытных мемуаров, рассказывающих об императоре Наполеоне, его ближайшем окружении и о настроениях польского общества накануне и в ходе вторжения наполеоновских войск в Россию в 1812 г.
- Потоцкий Альфред II Юзеф (1817—1889) — граф, политический деятель, член австрийской палаты господ и галицийского сейма, маршал Галицкого Сейма, наместник Королевства Галиции и Лодомерии (1875—1883). В 1867—1870 годах — министр сельского хозяйства Австро-Венгрии, в 1870—1871 — премьер-министр. Награждён императором Францем Иосифом орденом Золотого Руна. Он вышел в отставку вследствие неудачи своих переговоров с автономистами. Строитель дворца Потоцких во Львове. Сыном Альфреда был граф Юзеф Потоцкий.

## Генеалогии
Потоцкие линии «Серебряная Пилява» (XV—XX вв.)
- Мацей — краковский хорунжий XV века
  - Якуб (ок. 1481 — до 1551)
    - Николай (1517/1520 — 1572)
      - Якуб (1554—1613)
        - Николай (1595—1651)
          - Пётр (1622 (?) — 1657)

      - Стефан (1622—1657)
        - Павел (? — 1674)
          - Фёдор (1664—1738)

      - Анджей (ок. 1553—1609)
        - Станислав (1579—1667)
          - Анджей (ум. 1691)
            - Юзеф (1673—1751)
              - Станислав (1698—1760)
                - Ян (1761—1815)
                  - Альфред (1786—1862)
                    - Альфред (1817 или 1822—1889) 
                      - Роман (1851—1915)
                        - Альфред
                        - Ежи (1889—1961)

                      - Иосиф (1862—1922)
                        - Роман
                        - Юзеф Альфред (1895—1968) 
                          - Пётр Станислав

                - Северин (1762—1829)

          - Феликс (1630—1702) 
            - Михаил (ок. 1660—1749)
            - Юзеф (ум. 1723)
              - Франциск (1700—1772) 
                - Станислав Щенсный (1753—1805)
                  - Станислав (1787—1831)
                  - Мечислав (1799—1878)

            - Станислав (ум. 1732)

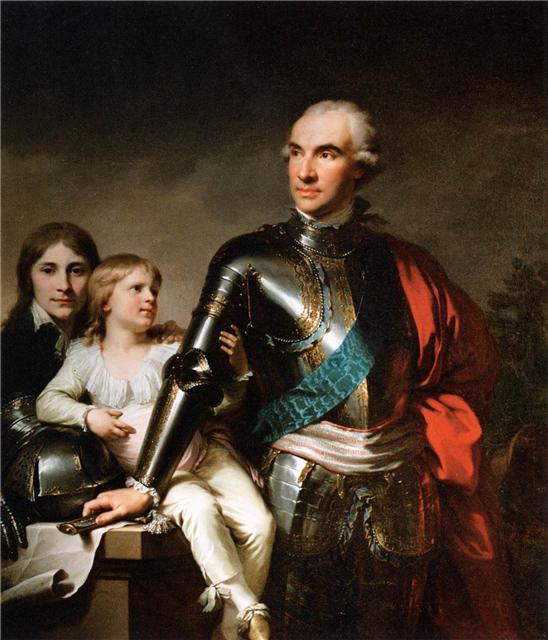
Й. Лампи. Граф Потоцкий с детьми (Лувр, Париж).
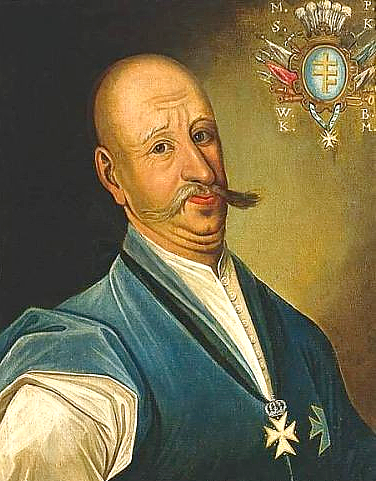
Николай Базилий Потоцкий
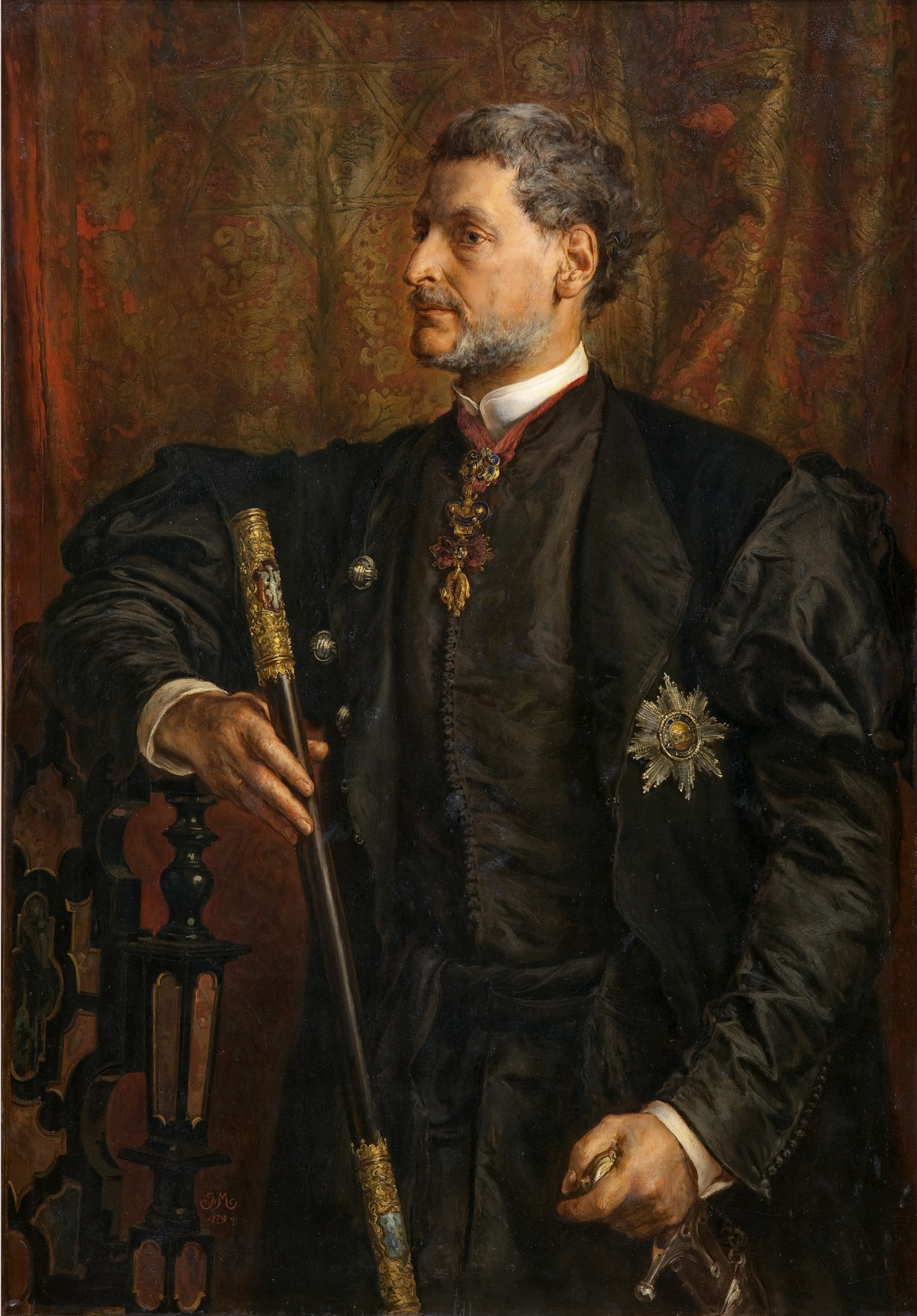
Альфред Юзеф Потоцкий
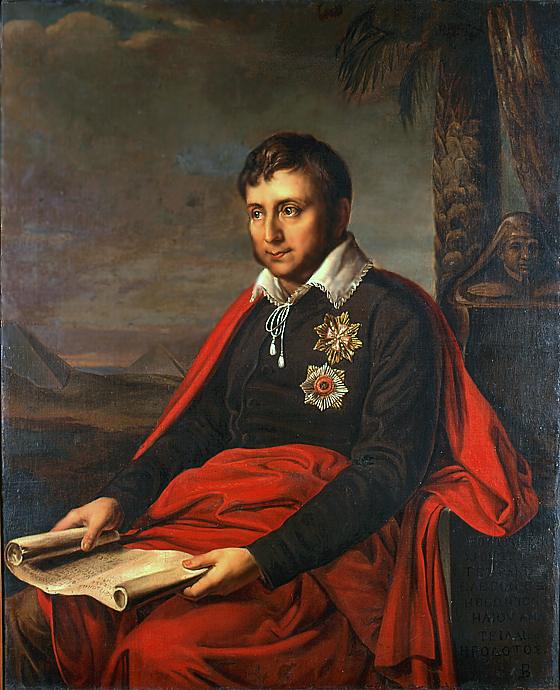
Ян Потоцкий